# Candlewood Lake
Candlewood Lake – jednostka osadnicza w Stanach Zjednoczonych, w stanie Ohio, w hrabstwie Morrow.